# Pierre Gubbels
Petrus Hubertus (Pierre) Gubbels (Nederweert, 29 augustus 1895 – 4 februari 1982) was een Nederlands politicus.
Hij werd geboren als zoon van Henricus Hubertus Gubbels (1862-1911; landbouwer) en Maria Helena Houben (1859-1900). Hij was werkzaam bij de gemeentesecretarie van Bergen voor hij in 1923 benoemd werd tot burgemeester van de gemeente Arcen en Velden. Na 37 jaar burgemeesterschap ging Gubbels in 1960 met pensioen. Hij overleed in 1982 op 86-jarige leeftijd.
In Arcen is naar hem het 'Burgemeester Gubbelsplein' vernoemd.